# آه بلون دز آكاب
آه بلون دز أكاب (بالإنجليزية: Ah Bolon Dz acab)‏ إله الخصب والنماء في الديانة المايانية في أمريكا الوسطى والمكسيك، وهو إله اتحد مع إله المطر والرعد، ثم ارتبط بقوة بالزراعة والمحاصيل. وربما يُعدُّ تجسيدا نباتيا لإله الإغوانا إيتزام. وتشمل السمات الخاصة به زخرفة شبيهة بأوراق الشجر تلبس في الأنف.